# 타노 유카
타노 유카(일본어: 田野 優花, 1997년 3월 7일 ~ )는 일본의 아이돌이며, 여성 아이돌 그룹 전 AKB48 팀K의 멤버이다.
도쿄도 출신. 센트럴 소속.

## 내력
2011년
- 2월 20일, 《AKB48 제12기 연구생 오디션》에 합격.
- 4월 3일, 《AKS 연구생 셀렉션 심사》에 합격.

2012년
- 3월 24일, 《업무 연락. 부탁해, 카타야마 부장! in 사이타마 수퍼 아레나》 2일째에 팀4로 승격하는 것이 발표되었다.
- 5월부터 6월에 걸쳐 실시된 《AKB48 27th 싱글 선발 총선거》에서는 45위, 넥스트 걸즈에 선출되었다[1].
- 8월 24일에 개최된 《AKB48 in TOKYO DOME ~1830m의 꿈~》 첫날 공연에서, 팀A로 이동하는 것이 발표되었다[2].
- 11월 1일, 팀A로 이동.

2013년
- 5월부터 6월에 걸쳐 실시된 《AKB48 32nd 싱글 선발 총선거》에서는 38위로, 넥스트 걸즈에 선출되었다[3].

2014년
- 2월 24일, Zepp DiverCity에서 개최된 《AKB48 그룹 대조각 축제》에서, 팀K로 이동하는 것이 발표되었다[4].
- 5월부터 6월에 걸쳐 실시된 《AKB48 37th 싱글 선발 총선거》에서는 45위로, 넥스트 걸즈에 선출되었다[5].

2015년
- 5월부터 6월에 걸쳐 실시된 《AKB48 41st 싱글 선발 총선거》에서는 47위로, 넥스트 걸즈에 선출되었다[6].

2018년
- 5월 15일 미네기시 팀K 《마지막 벨이 울린다》 최종 공연을 졸업 공연으로, 8월 12일의 대악수회에의 참가를 마지막으로 AKB48 멤버로서 활동을 종료.

## AKB48에서의 참가곡

### 싱글 CD 선발곡
- 〈風は吹いている 바람은 불고 있어〉에 수록
  - 蕾たち / 꽃봉오리들 - 팀4+연구생 명의
- 〈GIVE ME FIVE!〉에 수록
  - NEW SHIP - 스페셜 걸즈A 명의
- 〈真夏のSounds good ! 한여름의 Sounds good !〉에 수록
  - 3つの涙 / 3개의 눈물 - 스페셜 걸즈 명의
- 〈ギンガムチェック 깅엄 체크〉에 수록
  - ドレミファ音痴 / 도레미파 음치 - 넥스트 걸즈 명의
- 〈UZA〉에 수록
  - 次のSeason / 다음 Season - 언더 걸즈 명의
  - 孤独な星空 / 고독한 별하늘 - 팀A 명의
- 〈永遠プレッシャー 영원 프레셔〉에 수록
  - 私たちのReason / 우리의 Reason
- 〈So long !〉에 수록
  - Ruby - 팀A 명의
- 〈さよならクロール 안녕 크롤〉에 수록
  - バラの果実 / 장미의 과실 - 언더 걸즈 명의
  - イキルコト / 살아가는 것 - 팀A 명의
- 〈恋するフォーチュンクッキー 사랑하는 포춘 쿠키〉에 수록
  - 今度こそエクスタシー / 이번에야 말로 엑스터시 - 넥스트 걸즈 명의
- 〈ハート・エレキ 하트 일렉트릭 기타〉에 수록
  - キスまでカウントダウン / 키스까지 카운트다운 - 팀A 명의
- 鈴懸の木の道で「君の微笑みを夢に見る」と言ってしまったら僕たちの関係はどう変わってしまうのか、僕なりに何日か考えた上でのやや気恥ずかしい結論のようなもの / 플라타너스 나무가 서 있는 길에서 「네 미소가 꿈에 나왔어」라고 말해버린다면 우리들의 관계는 어떻게 변하는 걸까, 나 나름대로 며칠이고 생각해본 후의 조금 부끄러운 결론처럼
- 〈前しか向かねえ 앞 밖에 보지 않아〉에 수록
  - 秘密のダイアリー / 비밀 다이어리 - Baby Elephants 명의
- 〈ラブラドール･レトリバー 래브라도 리트리버〉에 수록
  - 愛しきライバル / 사랑스러운 라이벌 - 팀K 명의
- 〈心のプラカード 마음의 플래카드〉에 수록
  - ひと夏の反抗期 / 어느 여름날의 반항기 - 넥스트 걸즈 명의
- 望的リフレイン / 희망적 리프레인
  - 初めてのドライブ / 첫 드라이브 - 팀K 명의
- 僕たちは戦わない / 우리는 싸우지 않아
  - Summer side - 셀렉션 16 명의
- 〈ハロウィン・ナイト 할로윈 나이트〉에 수록
  - 水の中の伝導率 / 물 속의 전도율 - 넥스트 걸즈 명의
- 〈唇にBe My Baby 입술에 Be My Baby〉에 수록
  - 君を君を君を… / 너를 너를 너를… - 차세대 선발 명의
  - マドンナの選択 / 마돈나의 선택 - 레낫치 총선거 선발 명의
  - お姉さんの独り言 / 언니의 혼잣말 - 팀K 명의
- 〈君はメロディー 너는 멜로디〉에 수록
  - LALALAメッセージ / LALALA 메시지 - AKB48 차세대 선발 명의
- 〈翼はいらない 날개는 필요 없어〉에 수록
  - 哀愁のトランペッター / 애수의 트럼펫터 - 팀K 명의

### 앨범 CD 선발곡
- 《1830m》에 수록
  - 直角Sunshine / 직각 Sunshine - 팀4 명의
- 《次の足跡 다음 발자국》에 수록
  - 確信がもてるもの / 확신하는 것 - 팀A 명의
- 《ここがロドスだ、ここで跳べ! 여기가 로도스다, 여기서 뛰어라!》에 수록
  - Conveyor - 팀K 명의
  - ダウンタウンホテル100号室 / 다운타운 호텔 100호실
- 《0と1の間 0과 1 사이》에 수록
  - 愛の使者 / 사랑의 사자 - 팀K 명의
  - 始まりの雪 / 시작의 눈

## 출연

### 드라마
- 마지스카 학원 3 제8 ~ 9화 (2012년 9월 7일 ~ 14일, TV 도쿄) - 여자 죄수 역
- So long ! 제1화 (2013년 2월 11일, 닛폰 TV) - 이노우에 마코 역
- 마지스카 학원 5 (2015년 8월 25일, 닛폰 TV) - 아몬 역
- AKB 호러 나이트 아드레날린의 밤 제10화 〈드라이브〉 (2015년 11월 5일, TV 아사히) - 유카리 역

### 무대
- 트로이메라이에게 안녕 (2014년 10월 23일 ~ 26일, CBGK 시부게키!!) - 주연·오가와 유리카 역
- 수퍼 솔펄 뮤지컬 〈위즈~오즈의 마법사~〉 (2015년 3월 8일 ~ 22일, 도쿄 국제 포럼 홀 C/4월 3일 ~ 5일, 우메다 예술 극장 메인 홀/4월 17일 ~ 19일, 아이치 현 예술 극장/4월 25일 ~ 26일, 커낼 시티) - 주연·도로시 역 (우메다 아야카와의 더블 캐스트)
- 마지스카 학원~교토·혈풍 수학여행~ (2015년 5월 14일 ~ 19일, 아이아 시어터 도쿄) - 갓츠 역
- 뮤지컬 《DNA-SHARAKU》 (2016년 1월, 신국립극장 중극장) - 레몬 역

## 서적

### 캘린더
- 탁상 타노 유카 2013년 캘린더 (2012년 12월 7일, 하고로모)
- 탁상 타노 유카 2014년 캘린더 (2013년 12월 6일, 하고로모)
- 탁상 타노 유카 2015년 캘린더 (2014년 12월 6일, 하고로모)